# Carlton (Minnesota)
Carlton – miasto w Stanach Zjednoczonych, w stanie Minnesota, siedziba administracyjna hrabstwa Carlton.